# Calci citrat
Calci citrat là muối calci của acid citric. Nó thường được sử dụng làm phụ gia thực phẩm (E333), thường là chất bảo quản, nhưng đôi khi để tạo hương vị. Theo nghĩa này, nó tương tự như natri citrat. Calci citrat cũng được tìm thấy trong một số chất bổ sung calci trong chế độ ăn uống (ví dụ như Citracal). Calci chiếm 24,1% calci citrat (khan) và 21,1% calci citrat (tetrahydrat) theo khối lượng. Dạng tetrahydrate có trong tự nhiên dưới dạng khoáng chất Earlandite.

## Điều chế
Tương tự calci acetat, calci citrat có thể được tạo ra bằng cách ngâm calci cacbonat (có trong vỏ trứng) trong nước cốt chanh.